# 佐分純一
佐分純一（さぶり じゅんいち、1923年9月9日-1999年12月13日）は、日本のフランス文学者。
東京生まれ。画家佐分眞の長男。幼くして母をなくし、12歳で父が自殺。開成中学校から、1949年慶應義塾大学文学部仏文科卒。1950年慶應義塾高等学校教諭、1958年慶大法学部講師、1963年助教授、1970年教授、1988年定年、名誉教授、杏林大学教授。ジュリアン・グリーンを主として研究した。菊池英博は母の甥。法号 法覺院博譽慶純居士 多磨霊園に葬る。

## 著書
- 『ジュリヤン・グリーン 魂の遍歴』慶応義塾大学法学研究会 1964
- 『画家佐分眞 わが父の遺影』求龍堂 1996

### 翻訳
- ジュリアン・グリーン『四角関係』ダヴィッド社 1954
- ポール・ヴィアラール『踊れかわいい乙女たち』大日本雄弁会講談社 1957
- ミシェール・モーロワ『男性利用法』TBS出版会 1973
- レチフ・ド・ラ・ブルトンヌ『ムッシュー・ニコラの幼少時代』世界文学全集 16 (サド レチフ・ド・ラブルトンヌ)講談社 1977

## 論文
- <佐分純一